# Llucià de Biza
Llucià de Biza (Lucianus, Λουκιανός) fou un eclesiàstic grec, bisbe de Bízie (Bizya, després Byza, a Tràcia), del segle v. Va escriure una carta a l'emperador romà d'Orient Lleó I (457-474) en qu̟è reconeixia l'autoritat del concili de Nicea I del 325, del concili d'Efes del 431 i del concili de Calcedònia del 451, i es decantava per la deposició del patriarca de Constantinoble Timoteu I. A la carta s'anomena arquebisbe (bisbe metropolità) però no consta que Biza fou mai més que un bisbat depenent de l'arquebisbat d'Heraclea. Més tard un decret de Gennadi I de Constantinoble (vers 459-471) apareix signat també per Llucià, bisbe metropolità de Biza  ἐπίοκοπος μητροπόλεως Βύζης.